# Uvariodendron mbagoi
Espèce
Statut de conservation UICN

 EN  : En danger
Uvariodendron mbagoi est une espèce de plantes à fleurs dicotylédones de la famille des Annonaceae, sous-famille des Annonoideae. C'est un arbuste originaire de Tanzanie.

## Description
C'est un arbre ou arbuste pouvant atteindre de 3 à 6 mètres de haut, et de 5 à 10 cm de diamètre à hauteur de poitrine (dhp). Le bois tranché dégage une forte odeur de bergamote (odeur d'agrumes de Citrus bergamia Risso).
L'épithète spécifique, « mbagoi », est un hommage à Frank Mbago, conservateur de l'herbier de l'Université de Dar es Salam, à qui l'on doit la découverte de cette espèce.
Elle fait partie, avec Uvariodendron dzomboense et Uvariodendron schmidtii, d'une série de trois nouvelles espèces du genre Uvariodendron décrites en 2021.